# Parti pityer

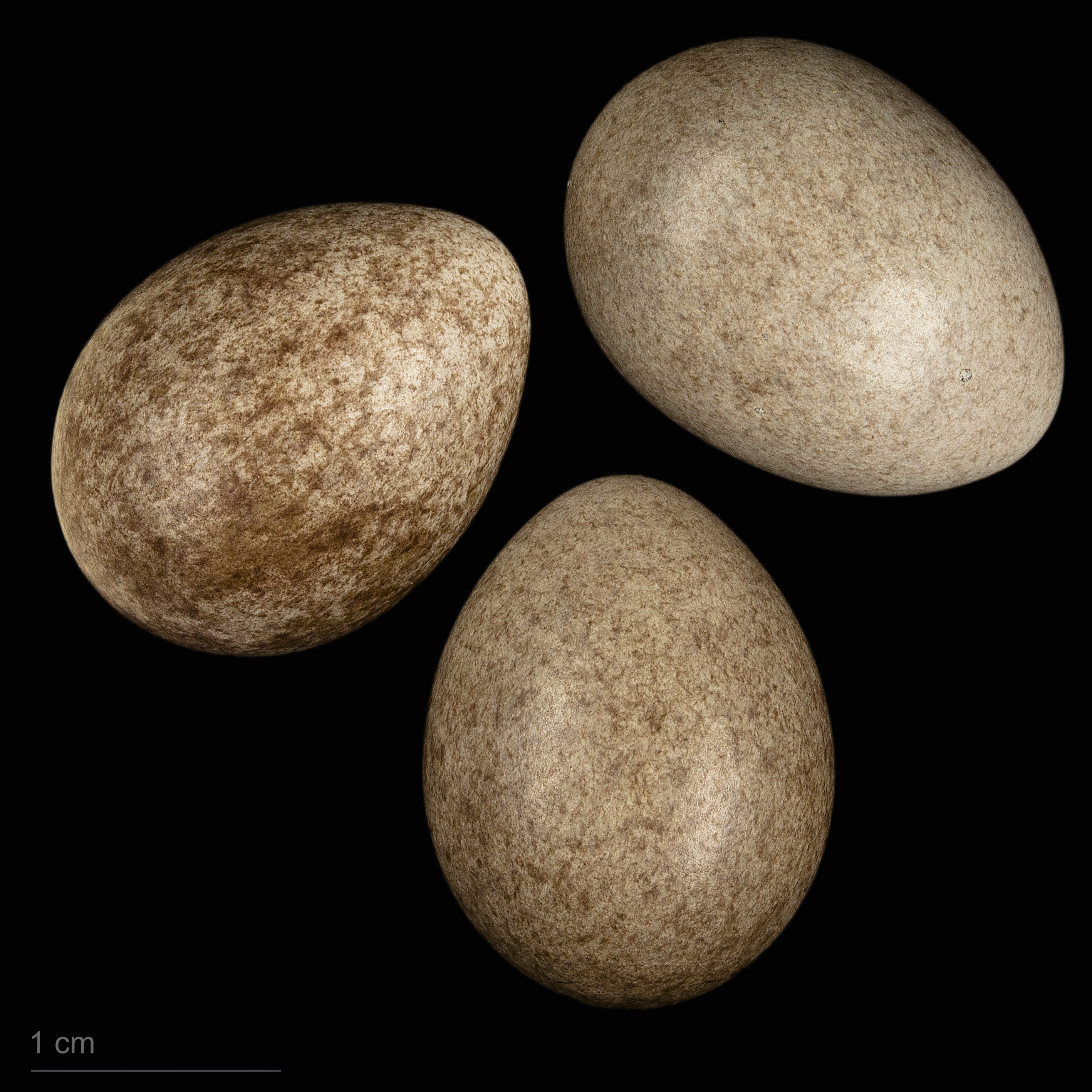
Anthus petrosus tojások

A parti pityer (Anthus petrosus) a madarak osztályának verébalakúak (Passeriformes)  rendjébe és a billegetőfélék (Motacillidae) családjába tartozó faj.